# ハウリングIII
『ハウリングIII』（原題: Howling III: The Marsupials）は、1987年製作のオーストラリアのホラー映画。「ハウリング」シリーズの第3作目。日本劇場未公開。

## ストーリー
舞台はオーストラリア。人類学者のハリー・ベックマイヤーは1905年の資料に狼男らしきものが映されたフィルムを発見する。それから、人狼が男を殺害したと情報を聞きつけ、そのことを大統領に報告するが否定されてしまう。
一方、映画監督であるジャックの下で助監督をしている青年・ドニーは役者探しで、たまたま公園にいた美少女ジュボアをスカウトする。世間の文化も知らないジュボアに不思議がるドニーだったが、いつしか二人は恋の仲になっていく。ジュボアは自分が人里離れた人狼の村に住んでいた狼女だと告白、フクロオオカミの血縁を持つ人狼であり、彼女の腹部には袋が付いていた。
そんな頃、ジュボアを村に連れ戻しに町を訪れた人狼が人間に見つかってしまい、大量殺人が起こってしまう。これで、ハリーをはじめとする科学者達が本格的に調査に乗り出し、街に隠れ住む人狼が研究所に囚われてしまいそうになる。否定的だった大統領も確信し政府で人狼撲滅部隊を結成する。そして、ジュボアの村までも人間の魔の手が迫る。

## キャスト
- ハリー・ベックマイヤー教授　バリー・オットー（池田勝）
- ジュボア　イモージェン・アンズリー（佐々木優子）
- オルガ・ゴーク　ダシャ・ブラホーヴァ（塩田朋子）
- ドニー・マーティン　リー・バイオロス（堀内賢雄）
- サイロ　マックス・フェアチャイルド（辻親八）
- シャープ教授　ラルフ・コテリル（大山高男）
- ジャック・シトロン　フランク・スリング
- 大統領　マイケル・ペイト
- アカデミー賞の司会者　バリー・ハンフリーズ
- ヤラ　キャロル・スキナー
- ミラー将軍　ブライアン・アダムス
- エージェント　クリストファー・ペイト
- ケンディ　バーナム・バーナム
- ホラー映画俳優　スティーブ・ショー
- 警官　ボブ・バレット
- ダン・ラッグル　フレッド・ウォルシュ
- フォースター将軍　ジョン・ユーイング

その他　石森達幸／品川徹／島香裕／峰恵研／宝亀克寿／稲葉実／小野英昭／達依久子／田中敦子／磯辺万沙子／坂東尚樹／仲野裕
＜日本語版制作スタッフ＞
演出：高橋剛
翻訳：島伸三
調整：荒井孝
効果：リレーション
担当：大谷俊賢（東北新社）
プロデューサー：柳川雅彦／脇田勝（テレビ東京）
配給：東北新社
制作：テレビ東京／東北新社
制作協力：武市プロダクション

## 概要
- 本作はシリーズ後半における、前後作とは繋がりのない独立した続編の一本目に当たる。同じくフィリップ・モーラの監督作品の前作とも繋がりがないように作られているが、これは二作目の完成に不満だったモーラが、作り直しとして製作しているからである。

- 1994年6月9日の『木曜洋画劇場』にて、日本語吹替版が製作・放送された。